# Lijst van beschermd erfgoed in Ottignies-Louvain-la-Neuve
Onderstaande tabel geeft een overzicht van de beschermde erfgoederen in de gemeente Ottignies-Louvain-la-Neuve. Het beschermd erfgoed maakt onderdeel uit van het cultureel erfgoed in België.
| Object | Bouwjaar/architect | Deelgemeente | Adres                                                     | Coördinaten                   | Nummer?                | Afbeelding |
| --- | ------------------ | ------------ | --------------------------------------------------------- | ----------------------------- | ---------------------- | --- |
| Ensemble van de kerk Saint-Rémy, de pastorie en het kasteel van Ottignies |                    |              |                                                           | 50° 39' 58" NB, 4° 33' 57" OL | 25121-CLT-0001-01 Info | Ensemble van de kerk Saint-Rémy, de pastorie en het kasteel van Ottignies |
| Toren van Moriensart |                    |              |                                                           | 50° 39' 57" NB, 4° 30' 24" OL | 25121-CLT-0004-01 Info | Toren van Moriensart |
| Het koor, het transept, het schip en de crypte van de kerk Notre-Dame |                    |              |                                                           | 50° 39' 40" NB, 4° 33' 54" OL | 25121-CLT-0007-01 Info | Het koor, het transept, het schip en de crypte van de kerk Notre-Dame |
| Kerk Notre-Dame (inclusief het koor, het transept, het schip en de crypte geclassificeerd als een monument bij koninklijk besluit van 29 mei 1952, aangepast bij Koninklijk Besluit van 5 maart 1969), in zijn geheel, met uitzondering van de veranda |                    |              |                                                           | 50° 39' 40" NB, 4° 33' 53" OL | 25121-CLT-0008-01 Info | Kerk Notre-Dame (inclusief het koor, het transept, het schip en de crypte geclassificeerd als een monument bij koninklijk besluit van 29 mei 1952, aangepast bij Koninklijk Besluit van 5 maart 1969), in zijn geheel, met uitzondering van de veranda |
| De overblijfselen van wijlen Baron de Lambermont en de omliggende terreinen |                    |              |                                                           | 50° 41' 20" NB, 4° 32' 40" OL | 25121-CLT-0010-01 Info | De overblijfselen van wijlen Baron de Lambermont en de omliggende terreinen |
| Domein van Saint-Jean des Bois |                    |              |                                                           | 50° 40' 53" NB, 4° 34' 50" OL | 25121-CLT-0011-01 Info | |
| Uitbreiding van de classificatie: domein van Saint-Jean des Bois |                    |              |                                                           | 50° 40' 44" NB, 4° 35' 3" OL  | 25121-CLT-0012-01 Info | |
| Oude boerderij van Douire: gevels, daken en kelder |                    |              | rue des Combattants, n°2 (M) et terrains environnants (S) | 50° 39' 47" NB, 4° 33' 56" OL | 25121-CLT-0014-01 Info | Oude boerderij van Douire: gevels, daken en kelder |
| Boerderij van Biéreau: gevels, daken en bekleding van de zuidwestelijke vleugel en het hoofdgebouw van de boerderij, en de hele schuur, met uitzondering van stallen aan de binnenplaats                                                               |                    |              |                                                           | 50° 39' 57" NB, 4° 37' 3" OL  | 25121-CLT-0015-01 Info | |
| Bosgebied van Lauzelle |                    |              |                                                           | 50° 40' 53" NB, 4° 36' 51" OL | 25121-CLT-0016-01 Info | |